# 小朗根费尔德
小朗根费尔德是德国莱茵兰-普法尔茨州的一个市镇。总面积7.82平方公里，总人口153人，其中男性69人，女性84人（2011年12月31日），人口密度20人/平方公里。